# Шевельков, Андрей Владимирович
Андре́й Влади́мирович Шевелько́в (род. 18 ноября 1961 года, Москва) — российский химик-неорганик, доктор химических наук, профессор (2003), заведующий кафедрой неорганической химии МГУ им. М. В. Ломоносова (c 2012), член Американского химического общества (American Chemical Society, с 2005 г.), заслуженный профессор МГУ (2016). Член-корреспондент РАН со 2 июня 2022 года по Отделению химии и наук о материалах.

## Биография
Андрей Владимирович родился и вырос в Москве. В 1983 году с отличием окончил Химический факультет Московского государственного университета. По окончании обучения поступил в аспирантуру (1984) и с того же года начал преподавать на Химическом факультете (в то время разрабатывалась идея расширения образования, хотели сделать его более индивидуальным, поэтому на группу из 20 студентов должно было приходиться по 3 преподавателя).
С 1987 года — младший научный сотрудник кафедры неорганической химии. В 1990 году А. В. защитил кандидатскую диссертацию. С того же года работает в лаборатории направленного неорганического синтеза. С 1994 года — доцент химического факультета МГУ.
В 2002 году защитил докторскую диссертацию, а через год стал профессором кафедры неорганической химии. С 2012 года заведует кафедрой неорганической химии Химического факультета МГУ.

## Научные исследования
Будучи аспирантом, Андрей Владимирович работал в области кинетики и массопереноса. Под руководством профессора Б. А. Поповкина защитил кандидатскую диссертацию по теме «Управляемый синтез твёрдых растворов на основе SbSI из пара».
После открытия в 1986 году высокотемпературных сверхпроводников Б. А. Поповкин поручил А. В. Шевелькову другую тематику, связанную с синтезом и структурным исследованием неорганических соединений разного типа.
С 1990 года все исследования лежат в области выявления фундаментальных зависимостей между составом, структурой, свойствами различных неоксидных неорганических соединений: интерметаллидов, фаз Цинтля, кластерных соединений, в последнее время — синтетических аналогов некоторых минералов, которые имеют термоэлектрическую активность.
В 2002 году защитил докторскую диссертацию по теме «Пниктидгалогениды металлов 12-й и 14-й групп: новые неорганические супрамолекулярные ансамбли».

## Педагогическая деятельность
Андрей Владимирович начал преподавать, будучи аспирантом (1984). В 1989—2008 гг. — вёл практические работы по неорганической химии, с 1995 г. читал курс лекций по современной неорганической химии (спецкурс для студентов старших курсов), затем (с 2002) — по неорганической химии для студентов I курса Химического факультета.
С 2008 г. читает курс лекций по супрамолекулярной химии для студентов факультета наук о материалах, с 2010 г. — лекции по общей химии для студентов физического факультета.
С 2013 г. преподаёт курс лекций «Функциональные неорганические материалы XXI века» (межфакультетский курс).
Под его руководством защищено около десятка курсовых, 17 дипломных работ и 11 кандидатских диссертаций.
Совместно с коллегами является автором 25 учебных курсов.

## Публикации
Андрей Владимирович имеет более 180 статей в различных журналах, в том числе и зарубежных, является соавтором 10 книг.

### Основные монографии
1. Шевельков А. В. Химическая связь: Учебное пособие для студентов 1-го курса. М.: Химический факультет МГУ, каф. неорган. химии, 1999. — 41 с.
2. Antipov E.V., Abakumov A.M., Shevelkov A.V. Comprehensive Inorganic Chemistry. Volume 2 — Transition Elements. PO BOX 211, AMSTERDAM, NETHERLANDS, 1000 AE, 2013. — 673 p.
3. Шевельков А. В., Дроздов А. А., Петухов Д. И., Богатова Т. В., Зайцева(Баум) Е. А. История неорганической химии в Московском университете. М.: МГУ, 2015. — 130 с.
4. Демидова Е. Д., Алёшин В. А., Ардашникова Е. И., Шевельков А. В. Практикум по неорганической химии. Ч. 1. М.: Химический факультет МГУ, 2015. — 219 с.
5. Демидова Е. Д., Алёшин В. А., Ардашникова Е. И., Шевельков А. В. Практикум по неорганической химии. Ч. 2. М.: Химический факультет МГУ, 2015. — 82 с.
6. Неорганическая химия : учебник для обучающихся по основным образовательным программам высшего образования уровня бакалавриат и специалитет по направлению подготовки 04.03.01 и специальности 04.05.01 / А. В. Шевельков, А. А. Дроздов, М. Е. Тамм ; под редакцией профессора, доктора химических наук А. В. Шевелькова. — Москва : Лаборатория знаний, cop. 2021. — 586 с. : ил., табл.; 24 см. — (Учебник для высшей школы).; ISBN 978-5-00101-029-6

### Под его редакцией
1. Неорганическая химия. Вопросы и задачи : учебное пособие для обучающихся по основным образовательным программам высшего образования уровня бакалавриат и специалитет по направлению подготовки 04.03.01 и специальности 04.05.01 / Е. В. Карпова, Е. И. Ардашникова, Г. Н. Мазо [и др.]; под редакцией профессора, доктора химических наук А. В. Шевелькова. — Москва : Лаборатория знаний, cop. 2021. — 173, [1] с. : ил., табл.; 24 см. — (Учебник для высшей школы).; ISBN 978-5-00101-030-2

### для школьников
- Основы неорганической химии : А. А. Дроздов, В. В. Ерёмин, А. В. Шевельков. — Москва : Изд-во МЦНМО, 2020-. — 22 см. — (Углублённая химия для школьников).; ISBN 978-5-4439-1508-1
  - Ч. 1: Химия непереходных элементов. — 2020. — 238, [1] с. : ил., табл.; ISBN 978-5-4439-1509-8 (ч. 1) : 2000 экз.

## Организационная деятельность
Состоял в составе ряда оргкомитетов всероссийских и международных конференций, в частности: International Workshops on Chemistry and Technology of High Temperature Superconductors (2001, 2004); XII International Conference on Nanostructured Materials (2014); 18th International Symposium on the Reactivity of Solids (2014); MSU-IFW-ILTPE Joint Workshop. Synthesis, Theoretical Examination and Experimental Investigation of Emergent Materials (2018); The 21st International Conference on Solid Compounds of Transition Elements (2018) и др.
Является членом ряда специализированных и диссертационных советов, научных обществ, в частности: Российского нанотехнологического и Американского химического обществ), редколлегий российских и зарубежных журналов: DaltonTransactions (2010), Вестник Московского Университета (с 2009 г.), Известия Академии наук (с 2010 г.), Журнал неорганической химии (с 2018 г.).

## Награды, премии, звания
Звания:
- Заслуженный профессор МГУ (2016 г.)

Премии, награды:
- Премия конкурса молодых учёных МГУ(1994 г.);
- Премия the Swedish Institute Fellowship, Lund-Stockholm, (1996, 1998 г.);
- Премия ректора МГУ(1995, 2003, 2006 г.);
- Премия МАИК-Интерпериодика за лучший цикл научных статей в Российском журнале в 2000—2001 году (2002 г.);
- Премия Правительства Москвы за преподавание и научную деятельность (2002, 2003 г.);
- Премия Правительства РФ за научное руководство лучшей кандидатской диссертации (2003 г.);
- Премия Российского фонда содействия развития науки (2003 г.);
- Премия «Лектор года» МГУ (2004 г.);
- Почётная Грамота Минобрнауки (2005 г.);
- Премия конкурса молодых учёных (доктора наук) МГУ (2007, 2008 г.);
- Диплом Американского химического общества, США (2012 г.).